# 고성초등학교 (경남)
고성초등학교는 대한민국 경상남도 고성군 고성읍 서외리에 있는 공립 초등학교이다.

## 학교 연혁
- 1906년 12월 1일 사립보명학교 개교(2학급)
- 1909년 11월 1일 대성학교, 보명학교, 향교 병합(3학급)
- 1910년 6월 1일 사립대성보명학교 개편
- 1911년 6월 1일 고성공립보통학교 개편
- 1938년 4월 1일 고주공립심상소학교로 개편
- 1941년 4월 1일 고주공립국민학교로 개편
- 1946년 9월 1일 고성공립국민학교로 개편
- 1950년 6월 1일 고성국민학교로 변경
- 1971년 12월 20일 강당 준공
- 1975년 3월 1일 특수학급 개설
- 1992년 3월 1일 병설유치원 설립인가
- 1995년 4월 1일 학교 급식 실시
- 1996년 3월 1일 양지국민학교 통합
- 1999년 3월 1일 삼락초등학교 통합
- 2006년 2월 28일 병설유치원 폐지
- 2006년 12월 2일 개교 100주년 기념행사
- 2016년 9월 1일 제31대 김설영 교장 부임
- 2018년 2월 13일 제107회 졸업식(총 20,836명)

## 상징
- 교화 : 목련 - 순결하고 우아함을 상징
- 교목 : 은행나무 - 우리 학교의 전진과 도약을 상징

## 참고 자료
- 고성초등학교 - 한국교육학술정보원 학교알리미